# Supreme Council of Antiquities
Der Supreme Council of Antiquities (SCA, arabisch المجلس الأعلى للآثار al-Madschlis al-Aʿla li-l-Athar, DMG al-maǧlis al-aʿlā li-l-āṯār ‚Oberster Rat für Altertümer‘; französisch Conseil suprême des Antiquités égyptiennes) ist die oberste Denkmalpflegebehörde Ägyptens. Er ist verantwortlich für die Regulierung aller archäologischen Ausgrabungen in Ägypten, die Konservierung von Funden und den Schutz archäologischer Stätten in Ägypten. Zu den weiteren Aufgaben gehören Ausstellungen, Forschung, Dokumentation und Veröffentlichungen von Medieninformationen zum ägyptischen Kulturerbe.

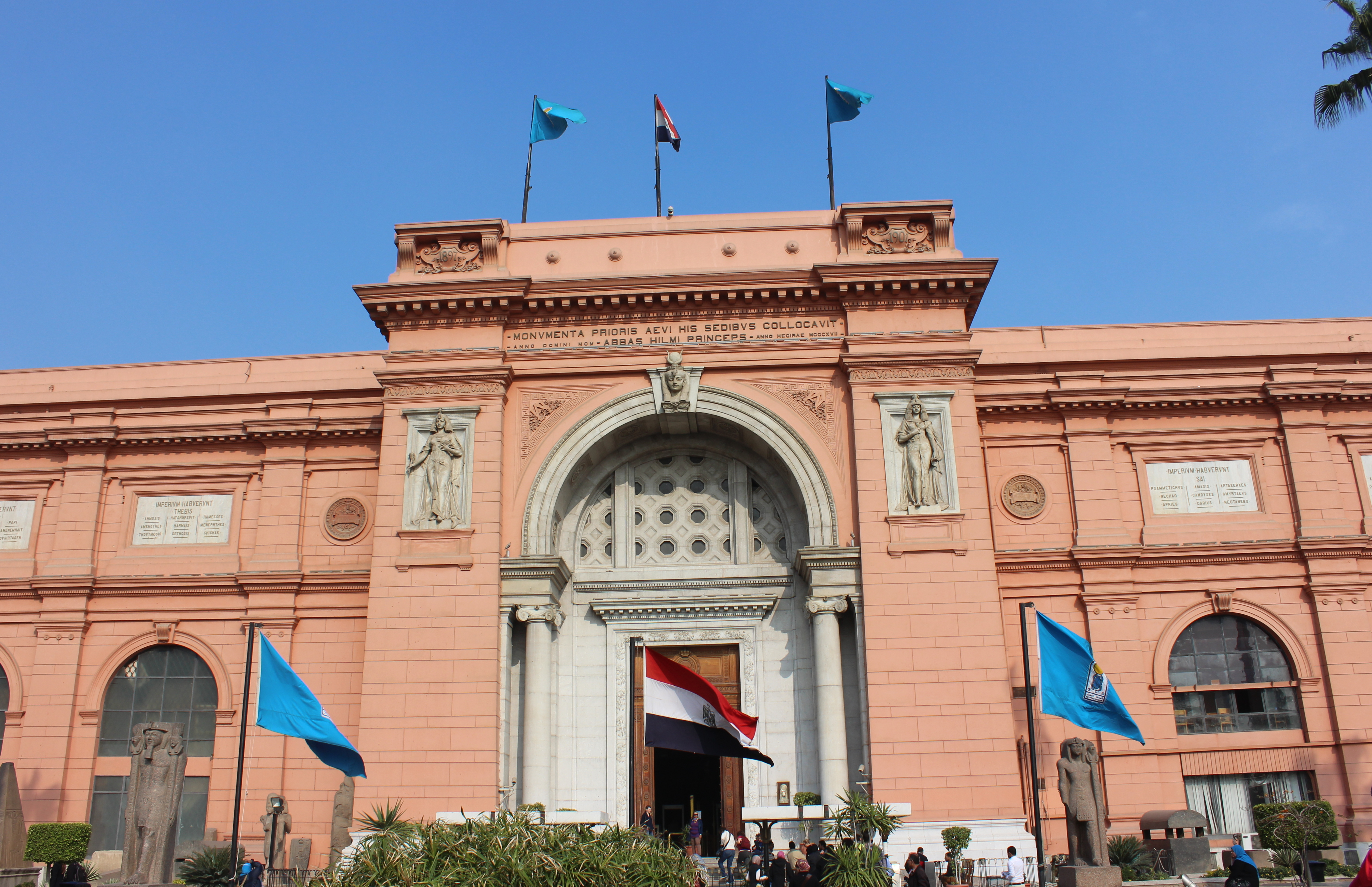
Die blaue Flagge des Obersten Rates für Altertümer über und vor dem Ägyptischen Museum

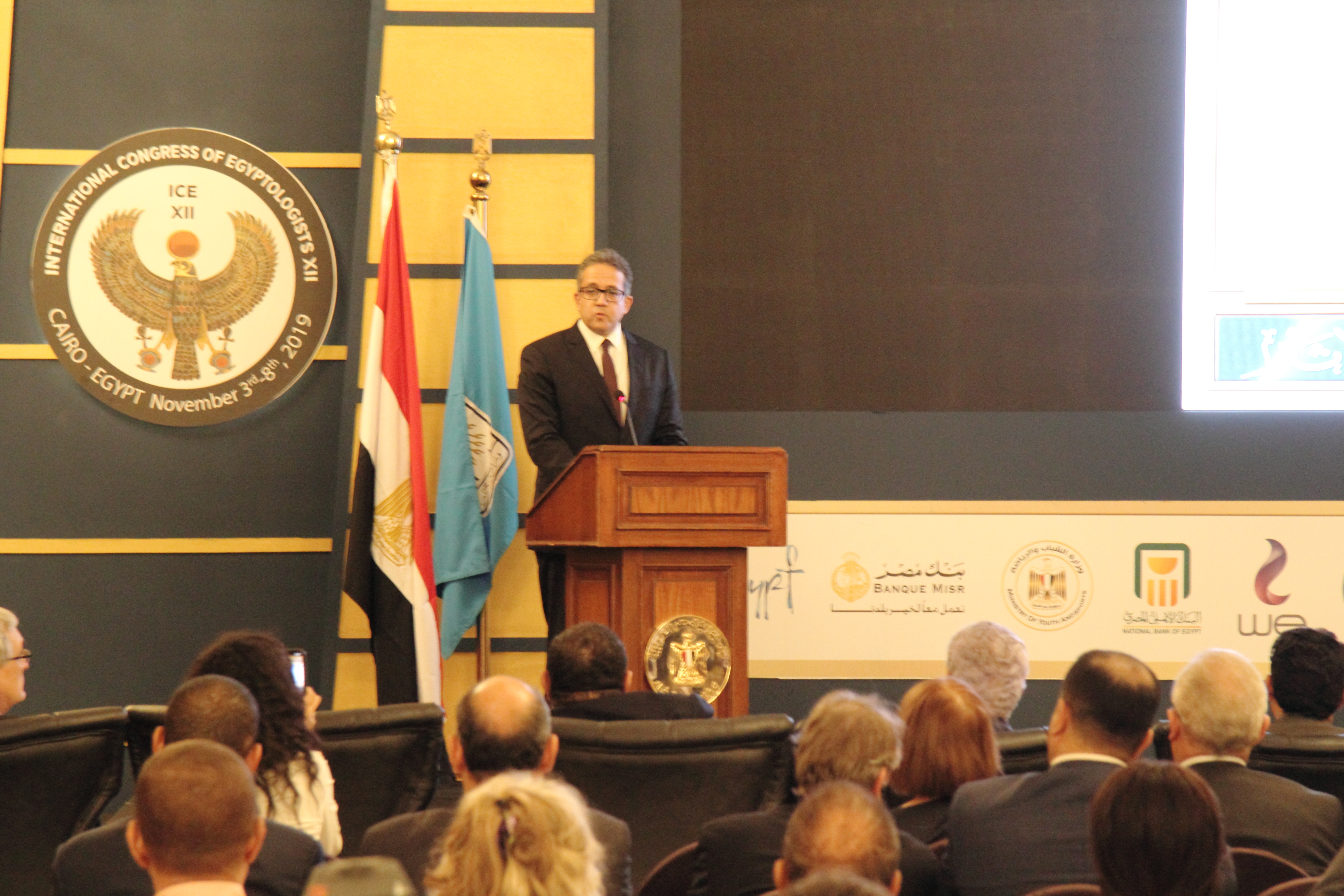
Khaled Ahmad Al-Anani, Minister für Altertümer, spricht in seiner Eigenschaft als oberster Vertreter der ägyptischen Altertümerverwaltung vor dem Kongress des Internationalen Ägyptologen-Verbandes (November 2019)

Der Supreme Council of Antiquities war von 1994 bis 2011 eine Abteilung des ägyptischen Ministeriums für Kultur. 2011 wurde er einem eigenen Ministerium unterstellt, welches Ende 2019 mit dem Tourismusministerium fusionierte.

## Geschichte
Die Gründung einer Behörde zum Schutz ägyptischer Altertümer geht auf das Jahr 1859 zurück, in dem das Département d'Antiquités beziehungsweise Service d'Antiquités (Antikendienst), von dem Franzosen Auguste Mariette (1821–1881) gegründet wurde. Mariette kämpfte um den Erhalt ägyptischer Monumente, gegen die Plünderer und gegen die unerlaubte Ausfuhr ägyptischer Altertümer. Es war sein Anliegen, dass die Antiquitäten in Ägypten bleiben. Im Jahre 1858 wurde er vom Khediven (Vizekönig) zum Direktor der ägyptischen Monumente ernannt, dem Service des Antiquités d'Egypte (S.A.E.), welcher heute immer noch Bestand hat. Im Kairener Stadtviertel Bulaq hatte Mariette eine alte Hafenhalle erworben und für die Unterbringung der Altertümer verwendet.
Nachfolger Mariettes wurde Gaston Maspero. Unter seiner Leitung wurde das Französische Archäologische Institut für den Orient (Institut français d’archéologie orientale (IFAO)) als eigene Institution errichtet und ein größeres Museum in Planung genommen, da die Lagerhalle ständig vom Hochwasser des Nils bedroht war. Maspero war aber so sehr von seiner Lehrverpflichtung in Paris gebunden, dass er sich des Öfteren von Emil Brugsch vertreten lassen musste, so dass die Bindung immer lockerer wurde. Um 1900 konnte dann der Bau des Ägyptischen Museums in Angriff genommen werden, währenddessen die Altertümer kurzzeitig nach Gizeh ausgelagert wurden. 1904 wurde Sir William Edmund Garstin Berater der ägyptischen Regierung als Unter-Staatssekretär im Ministerium für Öffentliche Bauten (Public Works). Dem Ministerium unterstanden auch die Altertümer. In dieser Eigenschaft arbeitete er eng mit dem Service d'Antiquités Egyptien und Gaston Maspero zusammen.
Obwohl die Briten die ägyptische Regierung seit 1880 kontrollierten und nach dem Ersten Weltkrieg das vom Osmanischen Reich völlig unabhängige Ägypten unter ihr Protektorat gestellt hatten, blieb die Leitung der Behörde in französischer Hand. Erst nach dem Zweiten Weltkrieg und dem Sturz des Königs unter Gamal Abdel Nasser wurde auch die Altertümerbehörde nationalisiert und unter ägyptische Leitung gestellt. 1971 erhielt die Behörde die Bezeichnung Egyptian Antiquities Organization (EAO) (Ägyptische Altertümerverwaltung) wie sie dann bis zum Jahr 1994 hieß. In diesem Jahr erfolgte eine erneute Umbenennung und Reorganisation zum heutigen Supreme Council of Antiquities.
Während der Revolution in Ägypten 2011 wurde der Supreme Council of Antiquities aus der Zuständigkeit des Kulturministeriums gelöst und einem eigenen Ministry of State for Antiquities Affairs (MSAA), ab Juli 2013 Ministry of Antiquities unterstellt. Dieses fusionierte Ende 2019 mit dem Tourismusministerium zum Ministry of Tourism and Antiquities (MoTA).

## Die Chefinspektoren
Als Gaston Maspero im Herbst 1899 seine Arbeit ein zweites Mal wieder aufnahm, bestand das Personal gerade einmal aus 24 Personen, einschließlich Wächtern. Im Oktober wurde dann beschlossen, zwei europäische Chefinspektoren einzustellen. Sie hatten die Aufgabe, die Monumente in ihrem Gebiet zu konservieren und zu reparieren, Ausgrabungen für den S.A.E. durchzuführen und die Ausgrabungen, die von anderen Personen durchgeführt wurden, zu überwachen. Ein Inspektor sollte in Kairo stationiert sein und für das Gebiet vom Delta bis nach Kus verantwortlich sein, der andere von Kus bis zur sudanesischen Grenze. Sie erhielten ein Gehalt von 400 ägyptischen Pfund, das innerhalb von vier Jahren auf 600 und danach auf 800 erhöht werden sollte. Nach vier Jahren sollten die beiden Inspektoren ihr Gebiet wechseln: auch sollte nach den dann vorliegenden Erfahrungen über deren Aufteilung noch einmal gesprochen werden. Die beiden ersten Chefinspektoren, die Maspero ernannte, waren James Edward Quibell für den Norden und Howard Carter für den Süden. Es waren riesige Gebiete und Geld war immer knapp im Service. Carter bezog das Haus des Service in Medinet Habu. Ein größeres Haus mit Büros war auf der Ostseite des Nils in Planung.

## Verkaufssaal im Ägyptischen Museum
Im Januar 1881 trat Gaston Maspero die Nachfolge von Mariette als Direktor des Service des Antiquités d'Egypte an. Im August desselben Jahres schrieb Amelia Edwards an Maspero, dass Diebstähle und Raubgrabungen wahrscheinlich zurückgehen würden, wenn das Museum zertifizierte Objekte zum Verkauf anbieten würde, und dass die Reisenden es vorziehen würden, ihre „Souvenirs“ zu geregelten Preisen im Bulaq-Museum zu kaufen und nicht bei Einheimischen. Das Dekret vom 16. Mai 1883 legte fest, dass die Altertümer des Bulaq-Museums oder die, die dort oder in anderen, in der Zukunft gegründeten Museen aufbewahrt werden könnten, Eigentum des ägyptischen Staates sind und aus diesem Grund „inaliénables, insaisissables et imperscriptibles“ (unveräußerlich, unpfändbar, unabdingbar) seien.
Dennoch begann Maspero, unterstützt von Emil Brugsch, wahrscheinlich im selben Jahr damit, eine Auswahl der weniger bedeutenden Stücke zu treffen, um sie zu verkaufen, bevor sie in die Bulaq-Sammlung aufgenommen wurden. Nach und nach führte der Direktor den offiziellen Verkauf von Altertümern ein, um die finanzielle Ausstattung der Antikenbehörde und insbesondere der Ausgrabungen aufzubessern. Ab Juni 1884 wird der Verkauf von verschiedenen Objekten und Mumien ordnungsgemäß in den Rechnungsbüchern registriert. Er stellt eine wichtige Einnahmequelle für den Dienst dar. Maspero selbst kauft kleine Objekte aus dem Antikendienst für seine persönliche Sammlung. Viele von ihnen befinden sich heute in der ägyptischen Sammlung des „Institut d'Egyptologie Victor Loret“ in Lyon.
Der von Maspero initiierte offizielle Verkauf von Antiken erwies sich für den Service des Antiquités d'Egypte als sehr lukrativ.
Aus diesem Grund wurde 1892 im Palast von Ismail Pascha in Gizeh, der im letzten Jahrzehnt des 19. Jahrhunderts zum Sitz des Ägyptischen Museums wurde, ein Verkaufssaal (Salle de ventes) eröffnet. Es befand sich im Raum 91 des Erdgeschosses, direkt von außen zugänglich. Als das Ägyptische Museum in den ersten Jahren des 20. Jahrhunderts nach Tahrir, umzog, befand sich der Verkaufssaal im Raum 56 des Erdgeschosses, der vom westlichen Eingang aus zugänglich war. Der ägyptische Staat hat den Verkaufssaal im Ägyptischen Museum bis 1979 weiter betrieben und hat dort originale altägyptische Kunstwerke und andere Artefakte verkauft. Aus einer Packliste sowie aus anderen Quellen, wie den Seiten des Registers des Verkaufssaals oder den bereits überprüften bzw. abgeglichenen Inventaren und Archiven der Museen, kann man ableiten, dass es sich bei den verkauften Objekten um solche Gegenstände handelt: Reliefs, architektonische Elemente, Opfertische, Särge, vollständige oder fragmentarische Statuen, Statuenköpfe oder -torsi, Kopfstützen, Kapitelle (meist koptische), Kanopenvasen sowie Stein- oder Glasgefäße, Uschebtis, Gewichte, Amulette und Skarabäen. Trotz der Meinung, dass die an öffentliche Einrichtungen verkauften Objekte wichtiger waren als die an private Sammler oder Händler, können wir aus dem Register des Verkaufssaals ersehen, dass auch letztere sehr bedeutende Gegenstände erwerben konnten. Alle diese Werke konnten anschließend legal exportiert werden. Viele Objekte, die heute in privaten Sammlungen oder öffentlichen Museen aufbewahrt werden, stammen von hier.

## Aufbau, Aufgaben und Mitarbeiter heute
Das Supreme Council of Antiquities gliedert sich in insgesamt sechs Abteilungen, die folgende Zuständigkeiten haben:
- die Abteilung des Generalsekretärs,
- die Abteilung für die pharaonische und die griechisch-römische Epoche,
- die Abteilung für die koptische und islamische Zeit,
- die Abteilung zur finanziellen Unterstützung von Antiquitäten und Museen,
- die Abteilung für allgemeine Projekte,
- die Abteilung für Museen.

So sind allen sechs Abteilungen die Aufgaben der Verwaltung, Finanzierung, Technik, Entwicklung und Wissenschaft zugeordnet.
Präsident des Supreme Council of Antiquities ist der Minister für Kultur. Die Leitung der Behörde obliegt dem Generalsekretär. Alle Abteilungsleiter sind ständige Mitglieder des Supreme Council of Antiquities und die Abteilungen unterstehen in allen administrativen und operativen Angelegenheiten der Weisung des Generalsekretärs.

## Direktoren, Generalsekretäre & Präsident
„Service des Antiquités d'Egypte“ (S.A.E.)
Französische Direktoren:
- 1858–1880: Auguste Mariette
- 1881–1886: Gaston Maspero
- 1886–1892: Eugène Grébaut
- 1892–1897: Jacques de Morgan
- 1899–1914: Gaston Maspero
- 1914–1936: Pierre Lacau
- 1936–1952: Étienne Drioton

Ägyptische Direktoren:
- 1953–1956: Mostafa Amer
- 1956–1957: Abbas Bayoumi
- 1957–1959: Moharram Kamal
- 1959: Abd el-Fattah Hilmy
- 1960–1964: Mohammed Anwar Shoukry
- 1964–1966: Mohammed Mahdi
- 1967–1971: Gamal Mokhtar

Direktoren der „Egyptian Antiquities Organization“ (E.A.O.)
- 1971–1977: Gamal Mokhtar
- 1977–1978: Mohammed Abd el-Qader Mohammed
- 1978–1981: Shehata Adam
- 1981: Fuad el-Oraby
- 1982–1988: Ahmed Khadry
- 1988: Mohammed Abdel Halim Nur el-Din
- 1989–1990: Sayed Tawfik
- 1990–1993: Mohammed Ibrahim Bakr

Generalsekretäre der „Supreme Council of Antiquities“ (SCA)
- 1993–1996: Mohammed Abdel Halim Nur el-Din
- 1996–1997: Ali Hassan
- 1997–2002: Gaballa Ali Gaballa
- 2002–2011: Zahi Hawass
- 31. Januar – 17. Juli 2011, Ministry of  State for Antiquities Affairs mit Minister: Zahi Hawass
- 2011: Mohammad Abdel Maqsoud (nach Rückumwandlung in SCA)
- August 2011 – Oktober 2011: Mohamed Abdel Fatah
- 2011–2013: Mustafa Amin
- 2013–?: Mohammad Ibrahim[5]
- 2017–2024:Mostafa Waziri
- seit März 2024: Mohamed Ismail Khaled

Staatsminister für Angelegenheiten der Altertümer (2011–2013):
- Abdelfattah al-Banna [nominiert][6]
- Zahi Hawass (Januar bis Juli 2011)
- Muhammad Ibrahim Ali (Dezember 2011 bis Mai 2013)
- Ahmed Issa Ahmed (Mai bis Juli 2013)

Minister für Altertümer (2013–2019):
- Muhammad Ibrahim Ali (Juli 2013 bis Juni 2014)
- Mamdouh Gad El-Damaty (Juni 2014 bis März 2016)
- Khaled Ahmed Al-Anani (März 2016 bis Dezember 2019)